# Hoshihananomia gabonica
Hoshihananomia gabonica es una especie de coleóptero de la familia Mordellidae.

## Distribución geográfica
Habita en  África.